# Paley
Paley ist eine französische Gemeinde im Département Seine-et-Marne in der Region Île-de-France. Sie gehört zum Kanton Nemours im Arrondissement Fontainebleau. Die Bewohner nennen sich Paleysiens oder Paleysiennes.

## Geographie
Sie grenzt im Norden an Villemaréchal, im Osten an Lorrez-le-Bocage-Préaux, im Süden an Remauville und im Westen an Nanteau-sur-Lunain. Zu Paley gehören neben der Hauptsiedlung auch die Weiler La Noue Blondeau, Toussac, Tesnières, Hardy, Hautiboeuf, Les Gros Ormes und Les Ricordeaux.

## Bevölkerungsentwicklung
| Jahr      | 1962 | 1968 | 1975 | 1982 | 1990 | 1999 | 2008 | 2014 |
| --------- | ---- | ---- | ---- | ---- | ---- | ---- | ---- | ---- |
| Einwohner | 277  | 258  | 264  | 321  | 394  | 411  | 425  | 435  |

## Sehenswürdigkeiten
Siehe auch: Liste der Monuments historiques in Paley
- Kirche Saint-Georges, Monument historique
- Schloss von Paley aus dem 14. und erweitert im 18. Jahrhundert, seit dem 16. Februar 1987 ein Monument historique

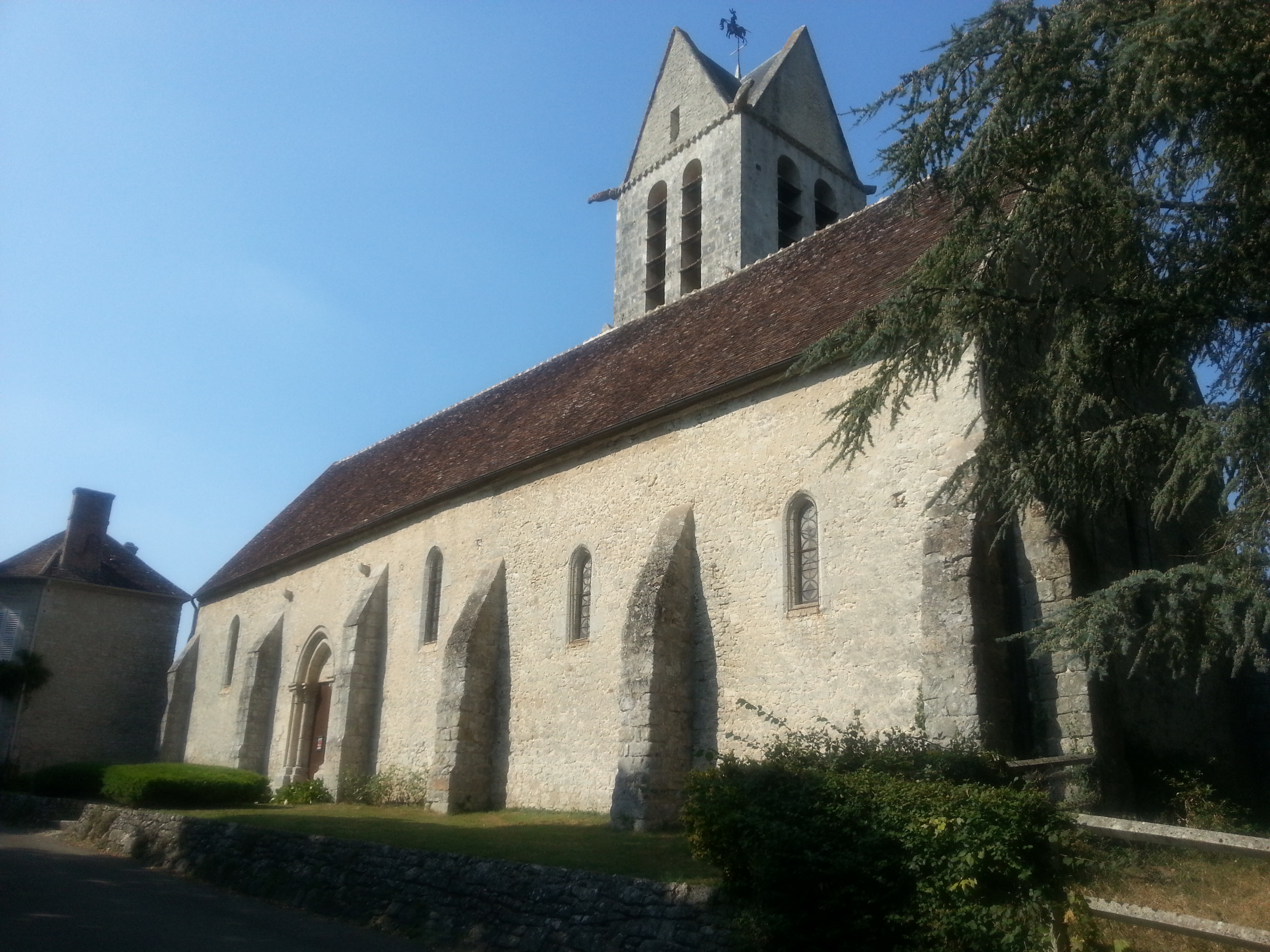
Kirche Saint-Georges
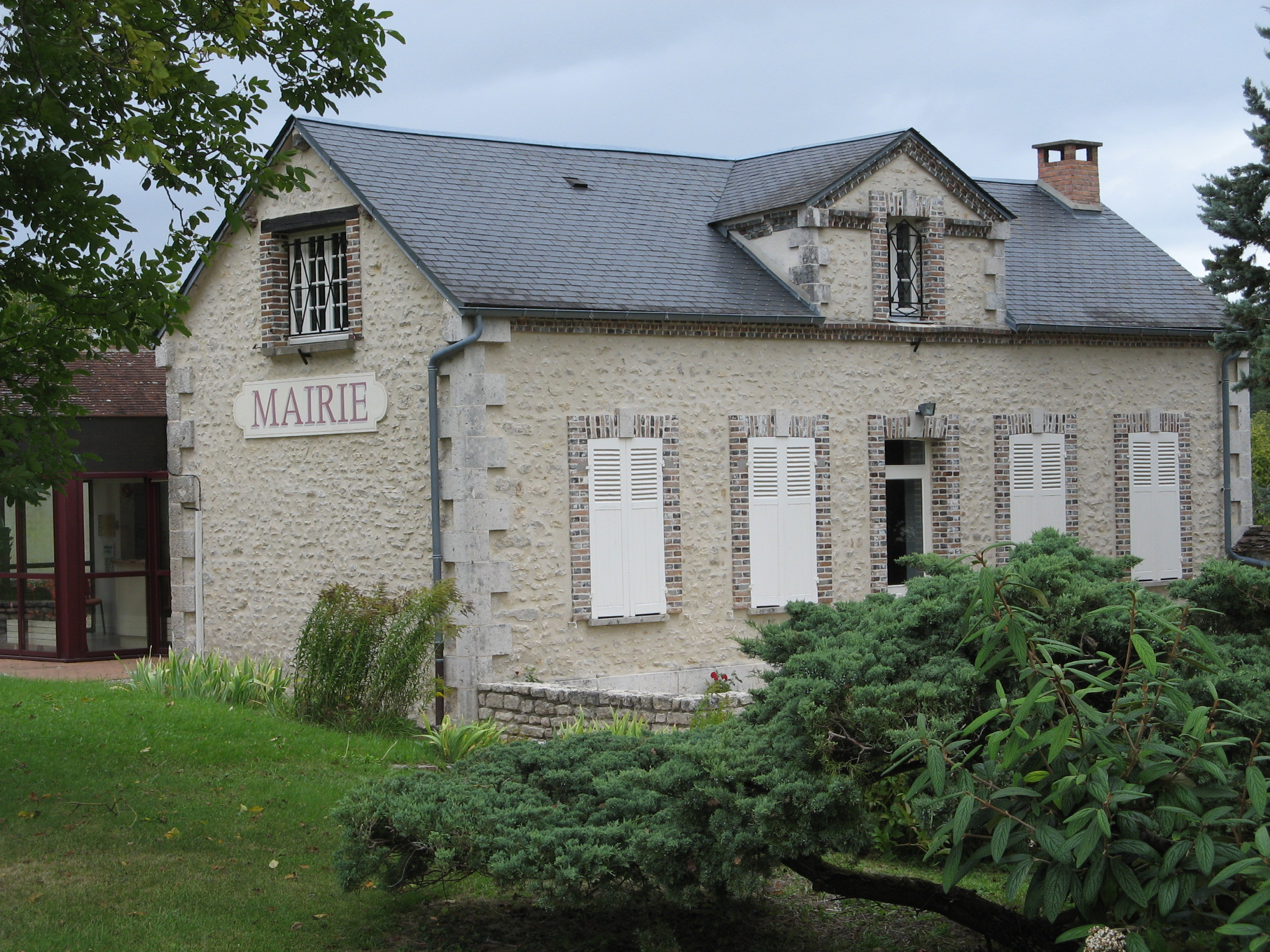
Mairie von Paley